# Ишины
Ишины — деревня в Эхирит-Булагатском районе Иркутской области России. Входит в состав Корсукского муниципального образования.

## Этимология
Название деревни произошло, вероятно, от бурятского эшээн — берлога.

## География
Деревня находится на расстоянии примерно 17 км к востоку от посёлка Усть-Ордынский, административного центра района.

## Население
| 2002 | 2010 | 2011 | 2012 |
| ---- | ---- | ---- | ---- |
| 130  | ↘107 | →107 | ↗111 |

### Половой состав
По данным Всероссийской переписи, в 2010 году в деревне проживало 107 человек (57 мужчин и 50 женщин).